# Epiepischnia keredjela
Epiepischnia keredjela är en fjärilsart som beskrevs av Hans Georg Amsel 1954. Epiepischnia keredjela ingår i släktet Epiepischnia och familjen mott. Inga underarter finns listade i Catalogue of Life.